# Grotto Geyser
De Grotto Geyser is een fonteingeiser in het Upper Geyser Basin dat onderdeel uitmaakt van het Nationaal Park Yellowstone in de Verenigde Staten. De geiser heeft meerdere kraters. De Grotto Geyser kreeg haar naam tijdens de Washburn–Langford–Doane expeditie in 1870.
De erupties van de geiser duren 1,5 tot 10 uur en komen tot een hoogte van 3 meter. Grotto Geyser staat in verbinding met Giant Geyser. Als de Giant Geyser tot een eruptie komt, dan is de Grotto Geyser ongeveer 5 uur eerder begonnen met een eruptie.
- Virtual International Authority File: 315140186